# Nea Aristera
Die Nea Aristera (griechisch Νέα Αριστερά, deutsch Neue Linke) ist eine griechische Partei, die 2024 von ehemals der SYRIZA-Partei angehörenden Abgeordneten gegründet wurde. Man rechnet sie der Politischen Linken Griechenlands zu. Die Nea Aristera war im Frühjahr 2024 durch elf Abgeordnete im griechischen Parlament und durch zwei Abgeordnete im Europäischen Parlament vertreten.

## Geschichte
Im Dezember 2023 gaben elf ehemals der SYRIZA-Partei angehörenden Parlamentsmitglieder, die mit den Ideen und der ihrer Meinung nach zu liberalen politischen Richtung des im selben Jahr neu gewählten Parteivorsitzenden Stefanos Kasselakis nicht einverstanden waren, die Gründung einer neuen parlamentarischen Gruppe namens Nea Aristera bekannt. Ziel der Gruppe sei das Herbeiführen eines politischen Wandels. Sie sehe sich als in die Zukunft gerichtete „Kraft der sozialen Forderung“ (δύναμη κοινωνικής διεκδίκησης) und sei dem europäischen Gedanken gegenüber positiv eingestellt. Die Gruppe bestand aus Alexis Charitsis, Efi Achtsioglou, Nasos Iliopoulos, Dimitris Tzanakopoulos, Theano Fotiou, Sia Anagnostopoulou, Meropi Tzoufi, Efklidis Tsakalotos, Peti Perka, Hüseyin Zeybek und Ozgiour Frehat.
Der Europaabgeordnete und Vizepräsident des Europäischen Parlaments Dimitrios Papadimoulis trat ebenfalls aus der SYRIZA-Partei aus, blieb aber Teil der Fraktion Die Linke und schloss sich später der Nea Aristera an. Außer ihm ist mit Stelios Kouloglou nach seinem Austritt aus der SYRIZA-Partei ein weiterer Europaabgeordneter Mitglied der neuen Partei geworden.
Bei ihrer Gründungskonferenz, die vom 1. bis zum 3. März 2024 im Stadion des Friedens und der Freundschaft in Piräus stattfand, wurde aus der parlamentarischen Gruppe Nea Aristera eine politische Partei. Zum Parteivorsitzenden wurde Alexis Charitsis gewählt. Laut Website der Partei stehen die soziale Gleichheit, die Klimagerechtigkeit sowie die Wiederbelebung der Demokratie (κοινωνική ισότητα, κλιματική δικαιοσύνη, επανεκκίνηση της δημοκρατίας) im Mittelpunkt des Parteiprogramms. Ihr erstes Ziel war, weiterhin im Europäischen Parlament vertreten zu sein. Zu den für die Nea Aristera kandidierenden Personen für die Europawahl im Juni 2024 gehörten unter anderem die Schriftstellerin Maro Douka, die Professorin Maria Karamesini, der ehemalige Erziehungsminister Nikos Filis sowie der Journalist und Europaabgeordnete Stelios Kouloglou. Im Juni 2024 wählten 2,45 % der Bevölkerung die Nea Aristera und so konnte die Partei keinen Sitz im Europäischen Parlament gewinnen.

## Logo
Im Logo der Partei Nea Aristera ist ein von unten nach links oben gerichteter Pfeil zu sehen, an dessen Spitze sich ein Punkt befindet. Als Ganzes erinnert es an einen Menschen. Diese Darstellung soll die Werte der neuen Partei symbolisieren. Entworfen wurde das Logo von der griechischen Grafikerin Danai Pappa. Kritiker ihres Entwurfs gaben an, dass dieses Zeichen einerseits große Ähnlichkeit mit dem Logo der griechischen Alpha Bank habe und andererseits einen Menschen darstelle, der sich nach rechts richte.

## Wahlergebnisse
| Jahr | Wahl            | Stimmenanteil | Sitze |
| ---- | --------------- | ------------- | ----- |
| 2024 | Europawahl 2024 | 2,45 %        | 0/21  |